# Jakten på Raoul Moat
Jakten på Raoul Moat (engelska: The hunt for Raoul Moat) är en brittisk kriminalserie från 2023 vars första säsong består av 3 avsnitt. Serien hade premiär på ITV den 16 april 2023. Serien hade svensk premiär på SVT och SVT Play den 24 april samma år. Serien är regisserad av Gareth Bryn. Kevin Sampson har svarat för manus. Serien är baserad på verkliga händelser

## Handling
Serien utspelar sig under några dagar i juli 2010 i Northumbria och kretsar kring mordjakten på Raoul Moat som skjutit ihjäl sin före detta partners nya pojkvän och även skadat en polis samt expartnern.

## Roller i urval
- Neil Grainger - Matt
- Gemma Page - Sue Sim
- Sophie Wise - Beckie Brown
- Gina Murray - Leslie Stobbart
- William Owen - Harry
- Matt Stokoe - Raoul Moat